# Puerto de Chittagong
El Puerto de Chittagong  (en bengalí: চট্টগ্রাম বন্দর) es un destacado puerto asiático de la bahía de Bengala, el puerto más grande de Bangladés, situado junto a la desembocadura del río Karnaphuli en Patenga, cerca de la ciudad de Chittagong.
Es un puerto de aguas profundas dominado por el comercio de productos manufacturados en contenedores (especialmente prendas de vestir, de yute y productos de yute, productos de cuero, fertilizantes y  mariscos), las materias primas y en menor medida los pasajeros. Es uno de los dos puertos principales de Bangladés, desde él se manejan la mayoría de las exportaciones e importaciones del país. Un sistema de atraque nuevo se introdujo en el puerto marítimo el 6 de agosto de 2007, lo que permite a este puerto de mar proporcionar la llegada y la hora de salida de todos los buques.